# 中越国境

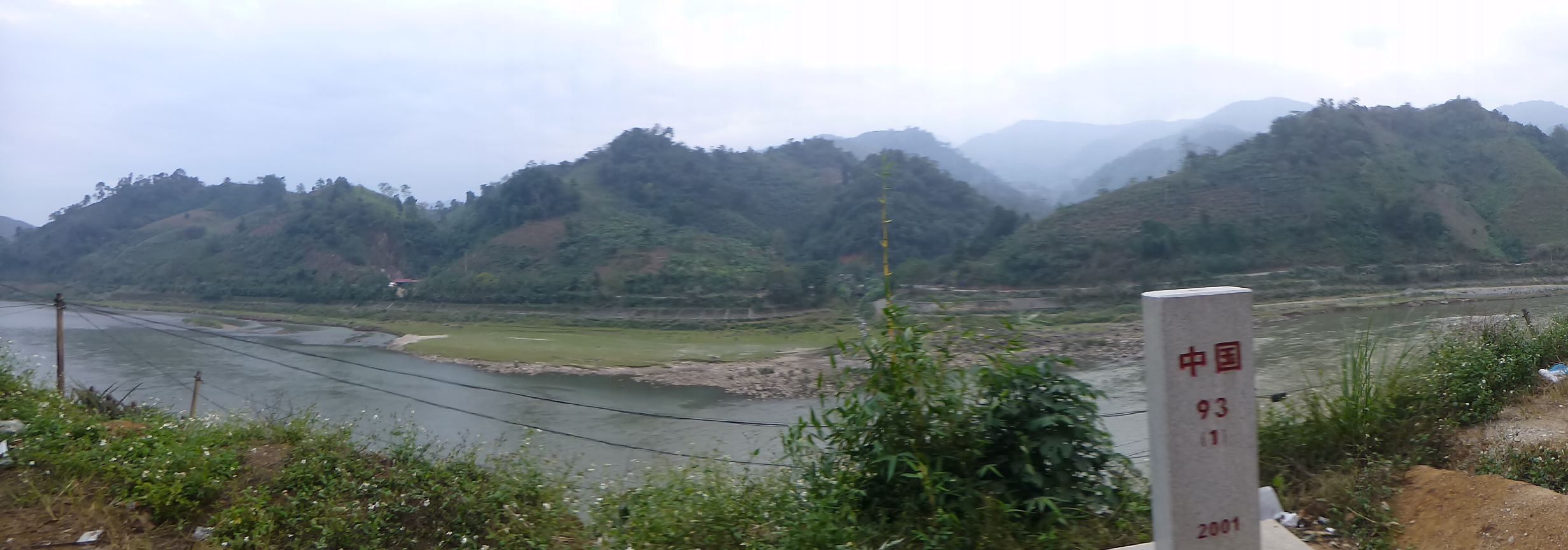
中越国境を形成する紅河の中国側にある境界石。川の向こう側がベトナムである。

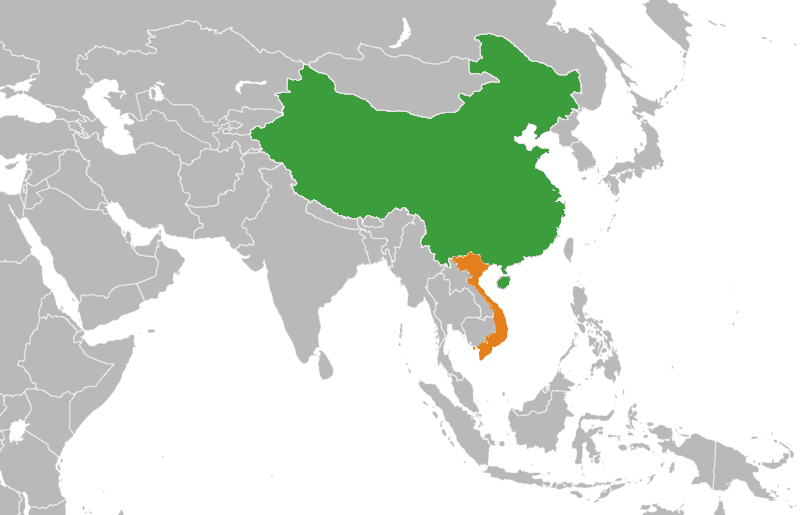
中国（緑）とベトナム（橙）

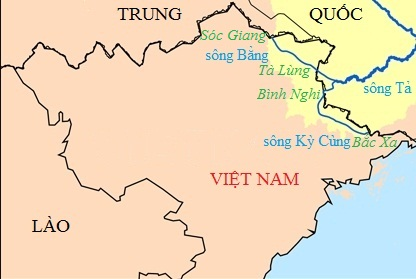
中越国境

中越国境（ちゅうえつこっきょう）とは、中華人民共和国（中国）とベトナムとの間の国境である。中越国境は、中国南部とベトナム北部の間の陸上国境と、トンキン湾と南シナ海上の海上国境とで構成されている。
陸上国境をめぐる紛争は、両国間の条約の締結でほぼ解決している。海上国境については、南沙諸島や西沙諸島に含まれる島の領有権や、周辺を含む海域の領海を巡って紛争中であり、未確定の状態にある。

## 陸上国境

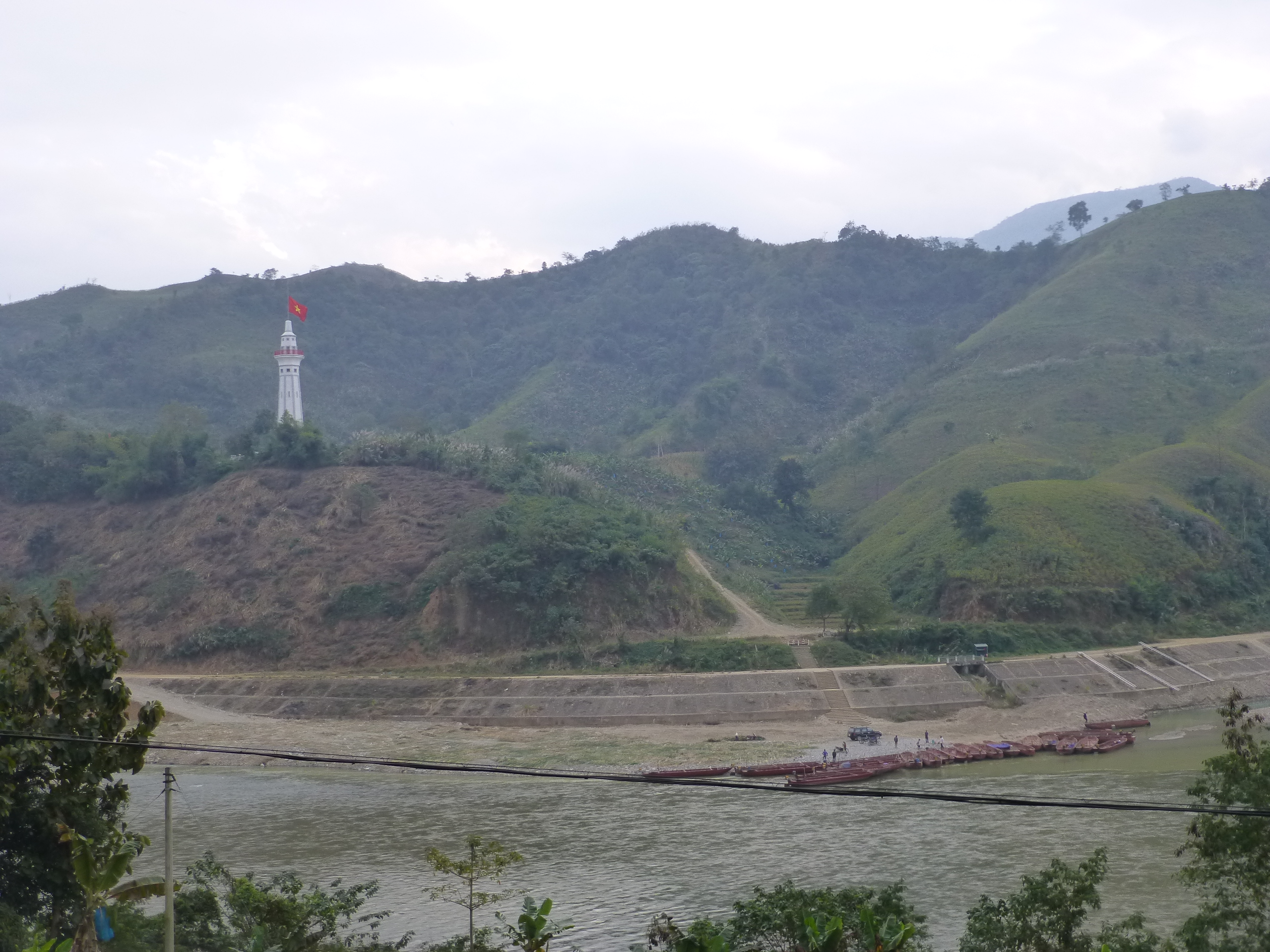
紅河と龍堡河の合流点。この地点から、国境が川から離れる。

陸上国境の延長は約1,444kmで、西端は十層大山山頂にある中国・ベトナム・ラオスの三国国境地点、東端は中国・東興市とベトナム・モンカイ市付近の北崙河の河口である。中越国境は、中国とベトナムの少数民族が住む孤立した山岳地帯を通っている。
両国の陸上国境は、一部が河川に沿って設定されている。例えば、紅河は、龍堡河合流点（河口県五道口村付近）から南溪河合流点（河口県とラオカイの間）までが国境になっている。

## 歴史
中越国境のおおまかな位置は、北宋と大越（李朝）の間の宋越熙寧戦争（1075 - 1077年）の後の国境合意によるもので、その位置は現在に至るまでほとんど変更されていない。

### 1885年の天津条約
清仏戦争の講和条約である天津条約により、清とベトナム（当時はフランス領インドシナの一部）の国境が定められた。条約の第3条では、トンキンと清の間の国境を明確にするために清仏の委員会を任命することを規定している。清の委員は周德潤、鴻臚寺、鄧承卿であった。フランスの調査団はブルシエ・サン・シャフレイ(Bourcier Saint-Chaffray)を団長とし、在カントンのフランス領事M・シェルツァー(M. Scherzer)、インドシナの著名な探検家ポール・ネイス(Paul Neis)、ティシエール中佐(Tisseyre)、ブアイネ大尉(Bouinais)、パリュ・ド・ラ・バリエール(Pallu de la Barrière)が含まれていた（ただし、後者は調査団の仕事には参加していない）。1885年10月には、デ・クールシー将軍(de Courcy)が軍を派遣し、国境の町を占領した。
国境画定の作業は1885年後半に開始され、1887年に完了した。フランスは、現在の広西チワン族自治区の国境に近く、清仏戦争でフランスが勝利した場所であるドンダンに対する中国の主張を拒否したが、その代わりに広東省の西の国境にあるバクロンヴィー島（白龍尾島）を中国に与えることで合意した。雲南省とトンキンの国境の2つの地域をめぐる紛争は、ベトナムに猛梭と猛賴を与え、中国に馬白関と南丹山の間の肥沃な土地を譲渡することで解決された。1887年6月26日、北京でフランスと清の代表者が新たな国境を確認する協定に調印した。

### 1887年と1895年の国境条約
1887年6月26日に調印された1887年条約と、フランスと清朝の間の1895年追加条約は、ベトナムと中国の国境を決定する最初の国際的な法的文書と考えられている。この国境線は、歴史を通じてすでに形成されていた国境線にほぼ沿ったものだった。また、この条約に基づいて、モンカイからラオス・中国国境まで国境標が341本建てられた。
フランスと清朝の国境確定は、多くの区間で、不完全な技術的・実用的条件と、不完全・不明確・不正確な文書や地図に基づいて行われた。国境標は座標に基づかずに設置され、また、多くは損傷し、次第に失われたか、取り除かれた。また、元の地図の多くはもはや存在せず、人々は国境とは無関係に移動した。これらの要因はすべて、国境管理に困難をもたらした。

### 20世紀以降
国共内戦時、共産党軍は第一次インドシナ戦争でフランス軍と戦っていたベトナム人を支援しながら、ベトナム付近の国境を補給所として利用した。

## 交通路

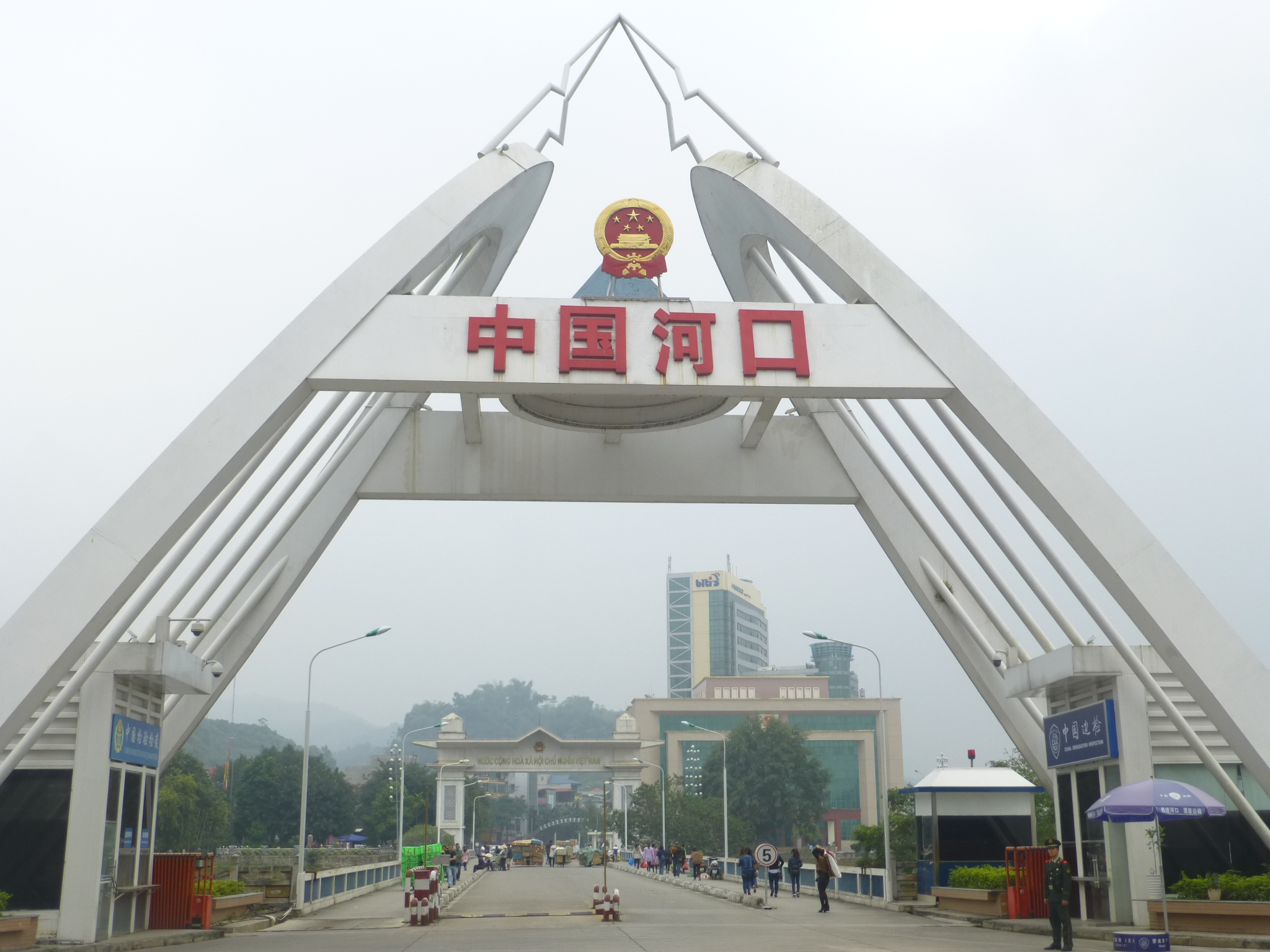
河口口岸。奥が中国・河口鎮、手前がベトナム・ラオカイ

中国とベトナムは1991年に国境貿易に関する協定を締結した。1992 年には21の交易ポイント（国境を越えた商品の輸出入は可能だが、人の行き来は制限されている）が開設され、そのうちの4つは国境検問所を兼ねている。
以下の2つの鉄道路線が中越国境を通っている。
- 昆河線 - ハノイ・ラオカイ線 - ラオカイにて接続。両線を併せて滇越鉄道（中越鉄道）といい、メーターゲージが採用されている。
- 湘桂線 - ハノイ・ドンダン線 - 友誼関にて接続

### 書籍
Anderson, James A. (2008). 'Treacherous Factions': Shifting Frontier Alliances in the Breakdown of Sino-Vietnamese Relations on the Eve of the 1075 Border War in Battlefronts Real and Imagined: War, Border, and Identity in the Chinese Middle Period]. New York
Lung Chang (1993). Yueh-nan yu Chung-fa chan-cheng [越南與中法戰爭] [Vietnam and the Sino-French War]. Taipei
Nguyen, Hong Thao (2009). A line runs through it: Vietnam and China complete boundary marking process. Hanoi